# جامعة كولومبو
جامعة كولومبو (بالسنهالية: කොළඹ විශ්වවිද්‍යාලය)‏ Kolomba Vishvavidyalaya، (بالتاميلية: கொழும்புப் பல்கலைக்கழகம்)‏ هي جامعة بحث عامة، تقع في كولومبو، سريلانكا. وهي أقدم مؤسسة للتعليم العالي الحديث في سري لانكا. متخصصة في مجالات العلوم الطبيعية والاجتماعية والتطبيقية وكذلك الرياضيات وعلوم الكمبيوتر والقانون. صنفت بين أفضل 10 جامعات في جنوب آسيا. 
تأسست جامعة كولومبو في عام 1921م باسم جامعة كولمبو، التابعة لجامعة لندن. أصدرت الدرجات لطلابها منذ عام 1923م وما بعده. ترجع الجامعة إلى عام 1870م عندما أنشئت كلية سيلان الطبية.  تخرج من الجامعة أناس بارزون في مجالات العلوم والقانون والاقتصاد والأعمال والأدب والسياسة.

## الكليات
تضم جامعة كولومبو سبع كليات للدراسة. تحتوي هذه الكليات على 41 قسم أكاديمي بالإضافة إلى الكليات التي لديها حرم جامعي صغير ومدرسة كمبيوتر تحتوي على خمسة أقسام أكاديمية خاصة بها. بالإضافة إلى ذلك، يوجد بالجامعة ستة مؤسسات وخمسة مراكز تابعة.  في البداية، كان لديها فقط أربع كليات، وهي: كلية الحقوق وكلية الطب وكلية التربية وكلية العلوم. ثم أضيف لها ثلاث كليات أخرى. أحدث إضافة هي كلية الحاسبات بجامعة كولومبو التي تأسست عام 2002م.
هناك ست مؤسسات للدراسات العليا تابعة لها، تقع ثلاث منها في الحرم الجامعي. ويشمل ذلك معهد الدراسات العليا للطب، وهي المؤسسة الوحيدة في البلاد التي توفر تدريبًا تخصصًا للأطباء. تقع القبة السماوية كولومبو ومرصد كولومبو داخل الحرم الجامعي الرئيسي بالجامعة.

## مكتبة الجامعة
مكتبة جامعة كولومبو هي شبكة تدار مركزيا من مكتبات الجامعة الابتدائية تتكون من المكتبة الرئيسية ومكتبتين فرعيتين. وهي أقدم مكتبة أكاديمية في البلاد منذ تأسيس مكتبة كلية كولومبو الطبية التأسيسية في عام 1870م. تحتوي على أكثر من 400000 عنصر، وهي واحدة من أكبر المكتبات في البلاد. أنشئ فرعان للمكتبة في كليات كلية الطب وكلية العلوم. تحتوي مجموعة سيلان ومجموعة رير على عدد كبير من الوثائق والكتب المهمة بما في ذلك مجموعة مخطوطات كبيرة من أوراق النخيل. 

### الشبكات العالمية
الجامعة هي عضو في العديد من الشبكات الأكاديمية الدولية:
- رابطة جامعات الكومنولث
- الرابطة الدولية للجامعات

### شركاء التعليم والبحث الدولي
- جامعة لا تروب، أستراليا
- جامعة موناش، أستراليا
- جامعة كولومبيا البريطانية، كندا
- جامعة أوتاوا، كندا
- جامعة دارمشتات للتكنولوجيا، ألمانيا
- جامعة مدينة هونج كونج، هونج كونج
- جامعة المهاتما غاندي، الهند
- جامعة ريتسوميكان، اليابان
- جامعة أوسلو، النرويج
- جامعة سنغافورة الوطنية، سنغافورة
- جامعة أوبسالا، السويد
- جامعة لندن، المملكة المتحدة
- جامعة بنسلفانيا، الولايات المتحدة

### الشراكات الحكومية
- شبكة البيولوجيا الجزيئية الأوروبية
- حكومة السويد - التعاون البحثي: مشروع سارك
- الوكالة السويدية للتعاون الإنمائي الدولي
- برنامج الأمم المتحدة الإنمائي - التعاون البحثي

## وصلات خارجية
- جامعة كولومبو
- خريطة الحرم الجامعي الرئيسي لجامعة كاليفورنيا
- جمعية علوم الحاسبات جامعة كولومبو
- جامعة كولومبو التجديف
- حرم سري بال